# 圣丽塔-杜阿拉瓜亚
圣丽塔-杜阿拉瓜亚是巴西戈亚斯州的一个市镇。总面积1361.764平方公里，总人口5496人，人口密度4人/平方公里。